# Reckoning (álbum de Grateful Dead)
Reckoning es el octavo álbum en vivo de la banda estadounidense Grateful Dead. Consiste en material acústico grabado en vivo entre septiembre y octubre de 1980.

## Lista de temas
1. "Dire Wolf" (Garcia/Hunter) – 3:20
2. "The Race Is On" (Don Rollins) – 2:58
3. "Oh Babe, It Ain't No Lie" (Cotten) – 6:28
4. "It Must Have Been The Roses" (Hunter) – 6:56
5. "Dark Hollow" (Tradicional) – 3:49
6. "China Doll" (Garcia/Hunter) – 5:22
7. "Been All Around This World" (Tradicional) – 4:31
8. "Monkey And The Engineer" (Fuller) – 2:37
9. "Jack Monroe" (Tradicional) – 4:05
10. "Deep Elm Blues" (Tradicional) – 4:51
11. "Cassidy" (Weir/Barlow) – 4:38
12. "To Lay Me Down" (Garcia/Hunter) – 8:59
13. "Rosalie McFall" (Monroe) – 2:54
14. "On The Road Again" (Tradicional) – 3:15
15. "Bird Song" (Garcia/Hunter) – 7:34
16. "Ripple" (Garcia/Hunter) – 4:38

## Créditos
- Jerry Garcia: voz, guitarra
- Bob Weir: guitarra, voz
- Phil Lesh: bajo
- Brent Mydland: teclados
- Bill Kreutzmann: batería
- Mickey Hart: batería

## Listas
Álbum: Billboard
| Año  | Lista      | Posición |
| ---- | ---------- | -------- |
| 1981 | Pop Albums | 43       |

Sencillos: Billboard
| Año  | Sencillo    | Lista           | Posición |
| ---- | ----------- | --------------- | -------- |
| 1981 | "Dire Wolf" | Mainstream Rock | 37       |